# Чін чін
Чін чін — це смажена закуска в Західній Африці.
Страва схожа на скандинавську закуску кленат, хрустка, схожа на пончики. Являє собою запечене або смажене тісто з пшеничного борошна. Чін чін може містити коров'ячий горох. Багато хто запікає його з меленим мускатним горіхом для аромату.
Перед смаженням тісто зазвичай замішують і нарізають на невеликі квадратики розміром один дюйм (або близько того) товщиною приблизно чверть дюйма.

## Інгредієнти
Чін чін готується з тіста, до складу якого входять борошно, цукор, вершкове масло і молоко. Також іноді додають яйця, мускатний горіх і розпушувач відповідно до індивідуальних уподобань. Тісто нарізають різними формами та розмірами, а потім зазвичай обсмажують у фритюрі в рослинній олії.

## Галерея

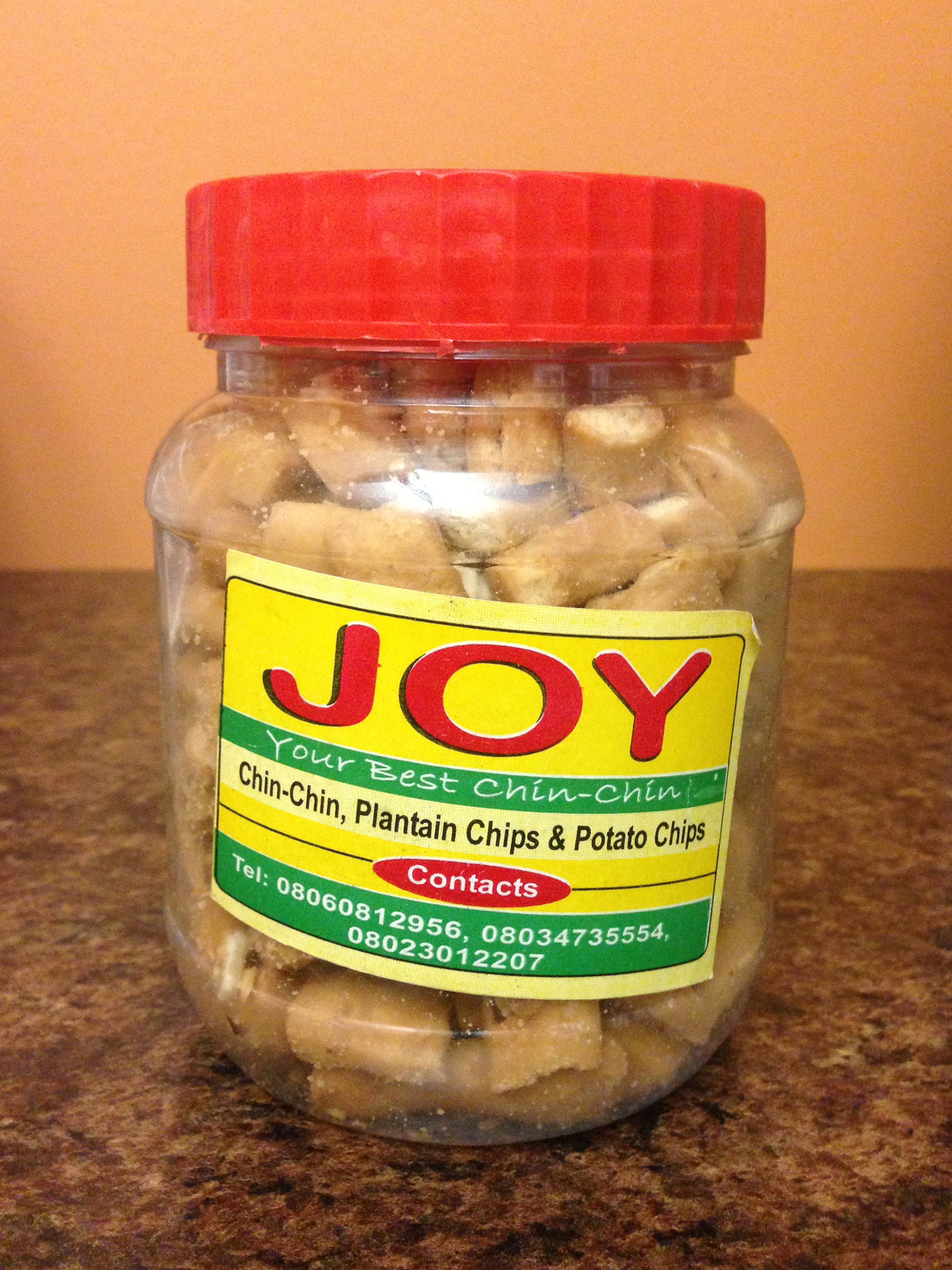
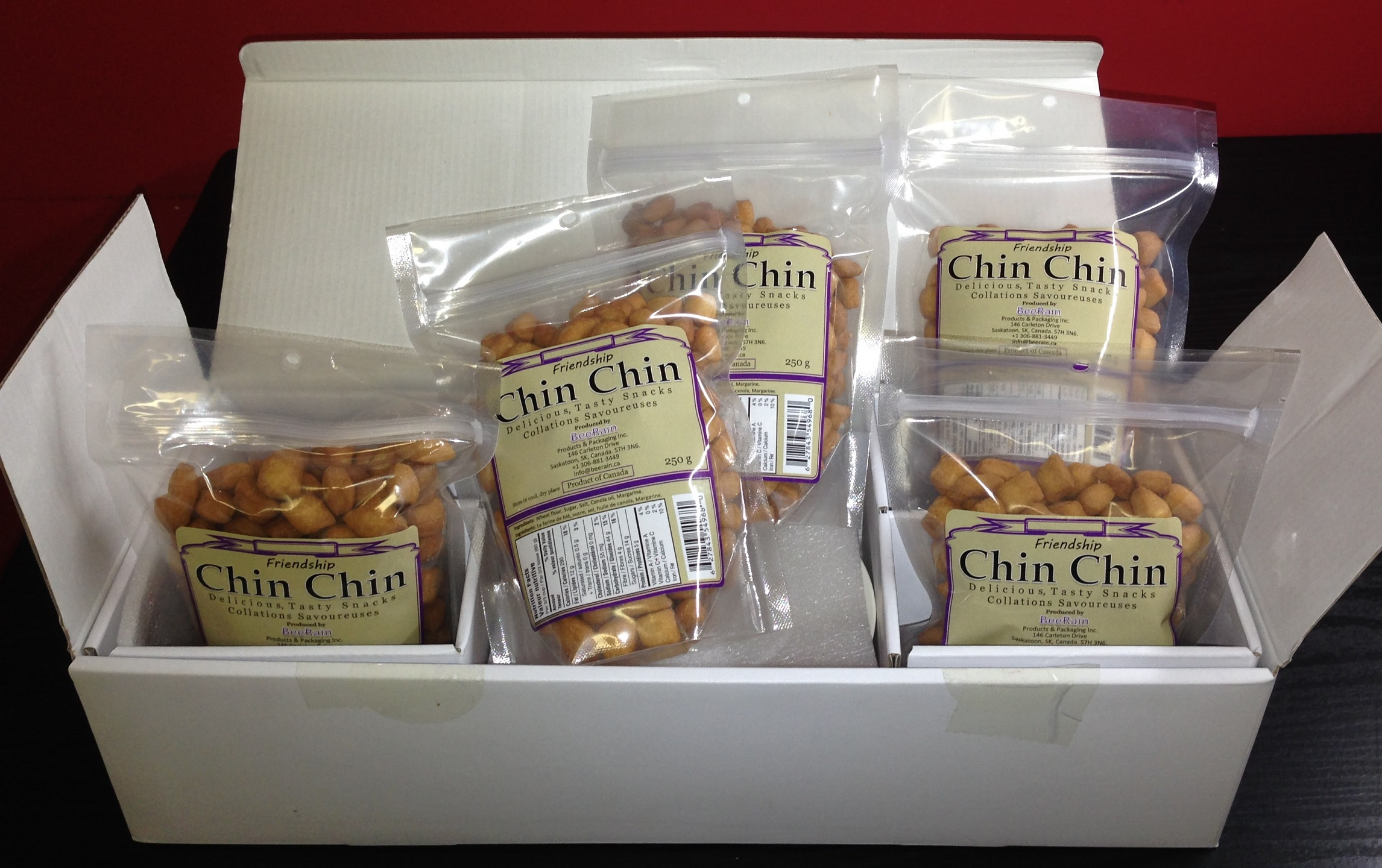